# Ore, Haute-Garonne
Ore är en kommun i departementet Haute-Garonne i regionen Occitanien i södra Frankrike. Kommunen ligger i kantonen Barbazan som tillhör arrondissementet Saint-Gaudens. År 2022 hade Ore 121 invånare.

## Befolkningsutveckling
Antalet invånare i kommunen Ore
Referens: INSEE